# MOWAG Piranha
Il Piranha è un veicolo trasporto truppe (APC) di costruzione svizzera, realizzato dalla ditta MOWAG. Ne sono state sviluppate molte varianti che comprendono anche veicoli da combattimento (AFV) e veicoli blindati per uso generale (AVGP).
Dal 2010 viene prodotto dalla General Dynamics European Land Systems, una divisione dell'americana General Dynamics, la quale nel 2003 aveva acquistato la divisione difesa dell'azienda General Motors Canada, che a sua volta aveva comprato la MOWAG nel 1999.

## Sviluppo
Il MOWAG Piranha era un veicolo da combattimento studiato e progettato nei tardi anni '60, con una iniziativa di marketing, ovvero senza supporto governativo o ordini già assicurati. Il mezzo venne approntato, in veste prototipica, nel 1972, e la produzione in serie iniziò quattro anni dopo nel 1976, ricevendo con successo i primi ordini che sarebbero poi divenuti sempre più numerosi.

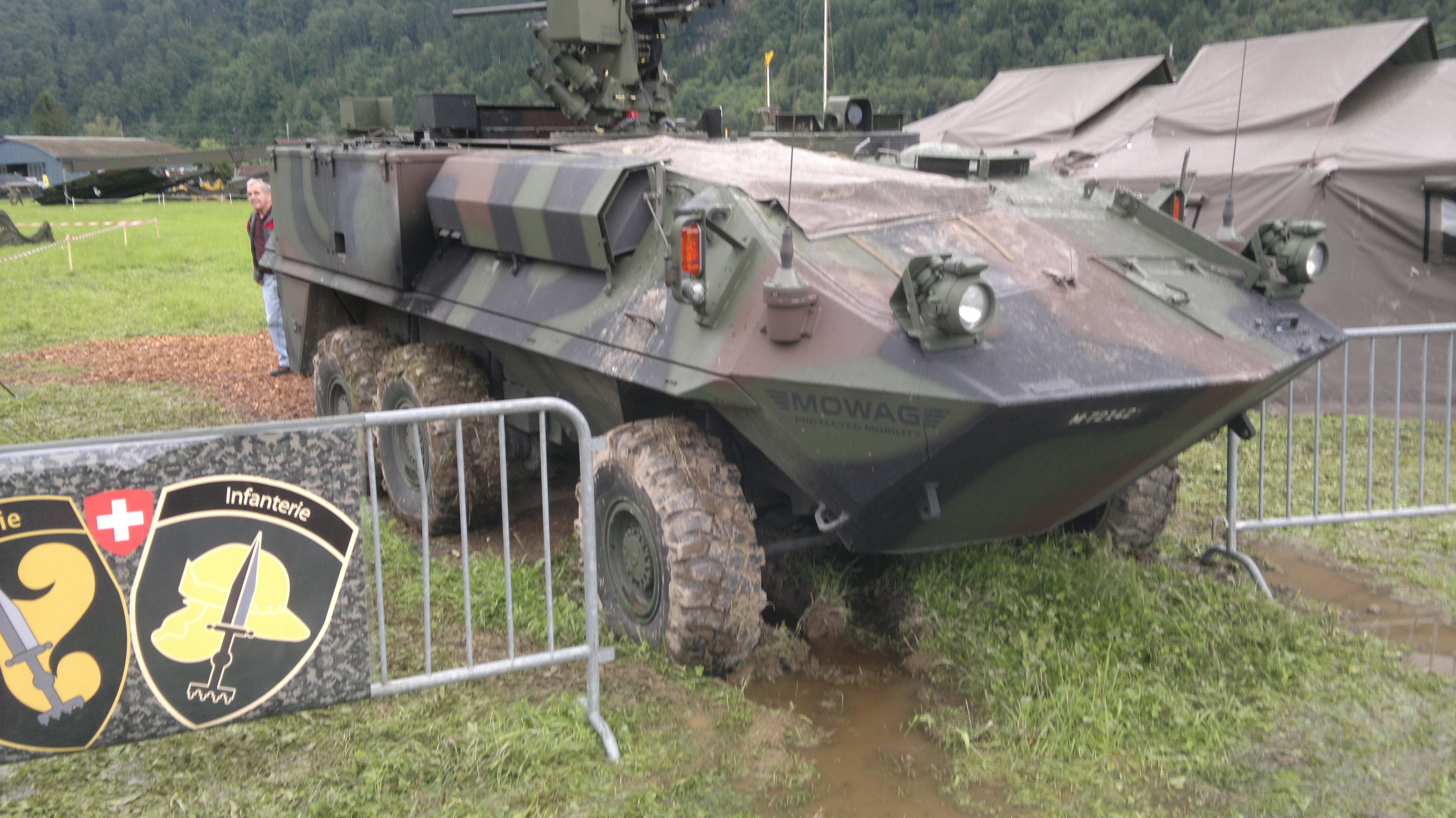
La prima versione MOWAG Piranha I in una variante 6x6.

Inizialmente era concepito come un APC (Armored Personnel Carrier), ossia un veicolo trasporto truppe, con un armamento ridotto alle semplici mitragliatrici, ma il successo di vendite ne decise lo sviluppo in numerose varianti, comprese quelle da combattimento AFV (Armored Fighting Vehicle), cacciacarri armati con missili o cannoni di grosso calibro, e veicoli da ricognizione o blindati per uso generale AVGP (Armored Vehicle General Purpose).

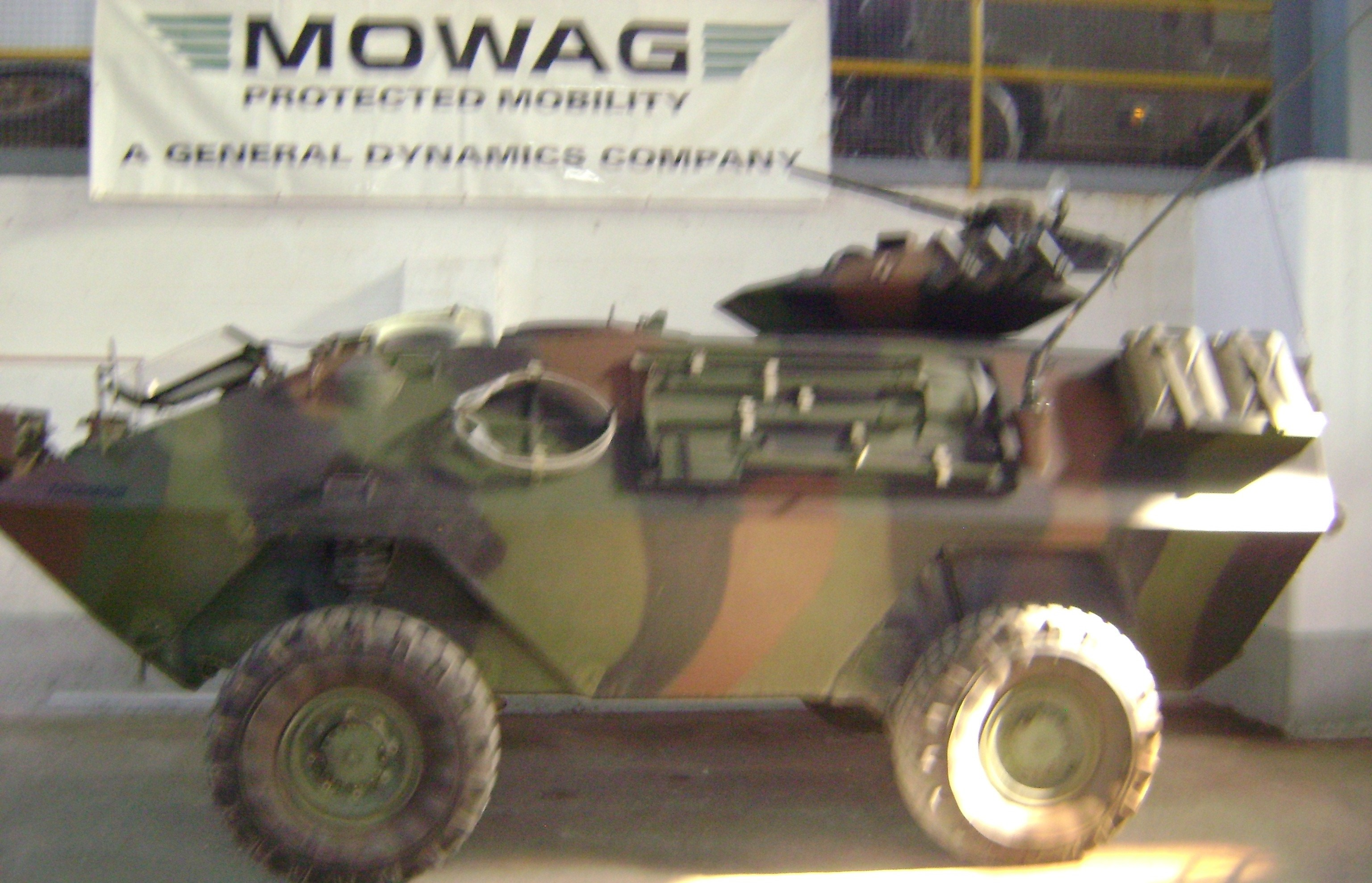
La versione Piranha IB 4×4.

Dopo che il prototipo del Piranha I venne completato nel 1972, nella forma di un modello 6x6, apparvero molto presto altre numerose versioni. D'altronde il veicolo era stato  concepito come base universale per una molteplicità di configurazioni. Così già nel 1974 fece il suo debutto il Piranha IB variante 4x4. Dal Piranha I furono ottenuti i veicoli canadesi chiamati LAV I, che includevano i blindati Cougar, Grizzly e Husky, e i successivi LAV II chiamati Bison e Coyote, quest'ultimi piuttosto simili ai Piranha II. Dal 1983 anche gli Stati Uniti adottarono una versione del LAV canadese chiamata LAV-25. All'incirca nello stesso periodo fu commercializzato il Piranha II, a partire dal 1988, dando così nuovo vigore al successo del veicolo, e offrendo nuove versioni 8x8. Nel 1996 fu presentato il Piranha III che offriva una migliore protezione e un design più accurato. Seguirono il Piranha IIIH, il Piranha IIIC e nel 2001 il Piranha IV, e infine nel 2010 apparve il Piranha V. Fra i mezzi derivati va menzionato anche il veicolo da combattimento Stryker.

## Caratteristiche tecniche
I Piranha sono mezzi blindati concepiti con grande flessibilità di progettazione nei particolari, ma anche nei fondamentali. Essi sono infatti dei veri e propri veicoli "modulari", con versioni inizialmente 4x4 e 6x6, alle quali presto si sono aggiunte anche le 8x8, e infine addirittura un modello 10x10, ovvero con 10 ruote motrici, adottato dalla difesa costiera svedese.

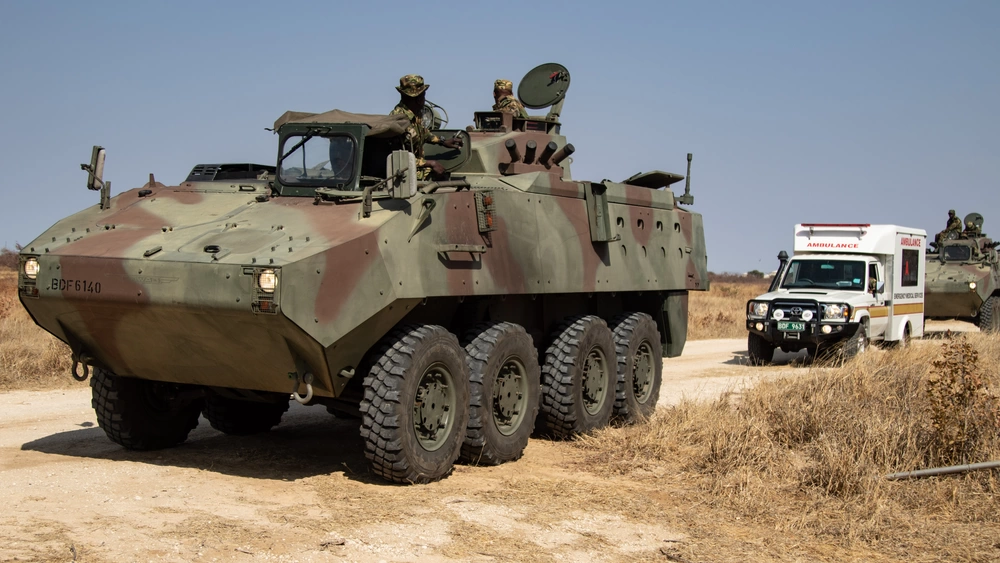
La versione Piranha IIIC con otto ruote.

Ovviamente, anche le torrette sono intercambiabili, e c'è la scelta tra armi come la torre telecomandata con mitragliatrice da 12,7 mm, oppure il cannone Cockerill da 90 mm, ma sviluppi successivi sono addirittura giunti al 105 mm, oltre a missili di ogni sorta, come i controcarri BGM-71 TOW, o gli ADATS (in grado di operare sia come controcarri che come antiaerei), mortai e sistemi elettronici di sorveglianza del campo di battaglia.

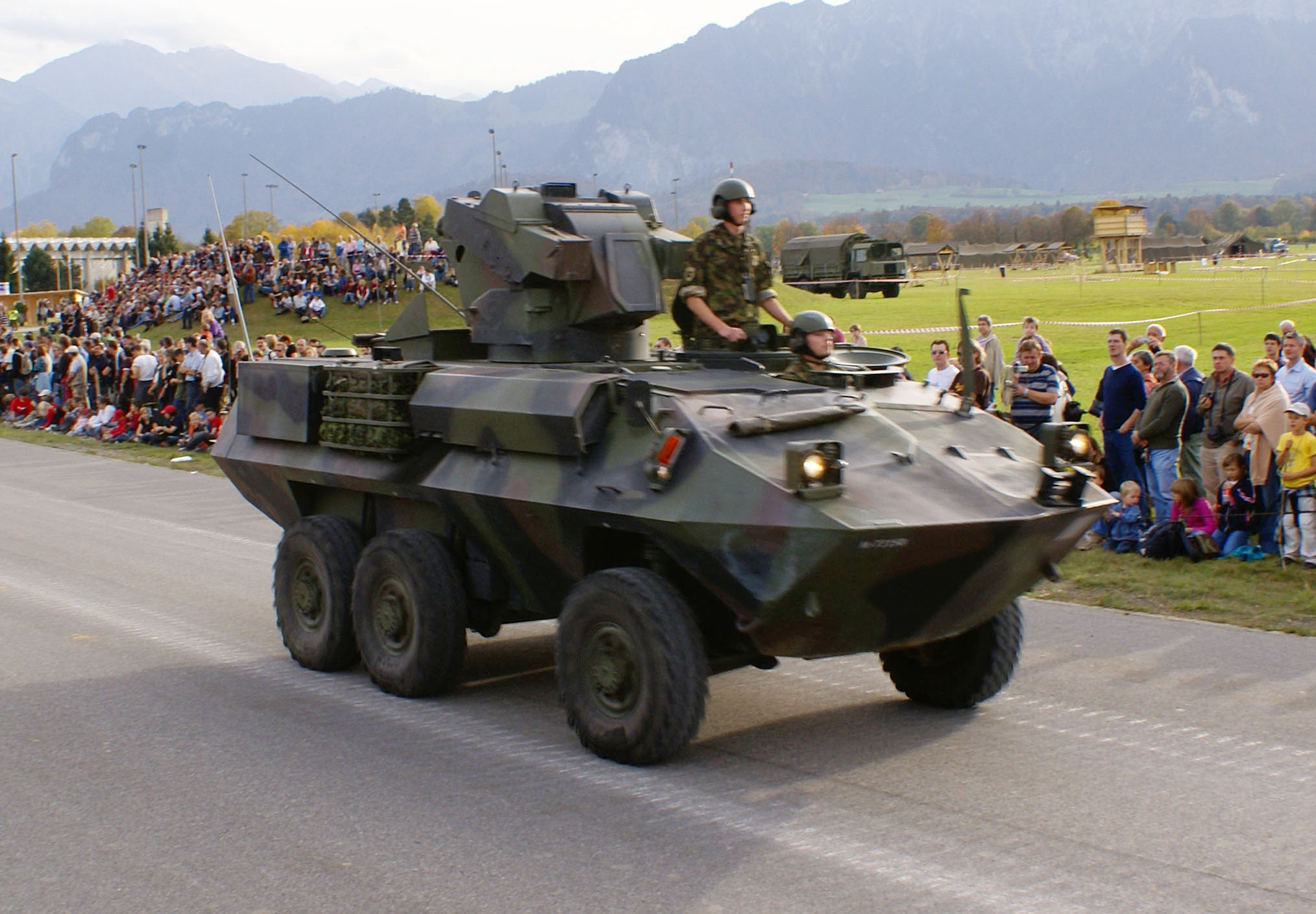
Il Panzerjäger 90 svizzero è la versione armata con missili TOW.

Il veicolo basico, qualunque cosa si possa intendere con tale concetto dato il particolare soggetto in questione, è un veicolo da trasporto truppe, soprattutto usato nella configurazione 6x6, ovvero a tre assi, che sono considerati sia adeguatamente economici che sufficientemente mobili come fuoristrada.
Il pilota è posizionato avanti a sinistra, e il comandante dietro, con il motore a destra del veicolo, mentre al centro è disposta la sezione armi o la torretta con un mitragliere o un cannoniere. La truppa invece è alloggiata dietro nella sezione posteriore, con la capacità di una squadra di fanteria. L'accesso è garantito da 2 portelloni posteriori.

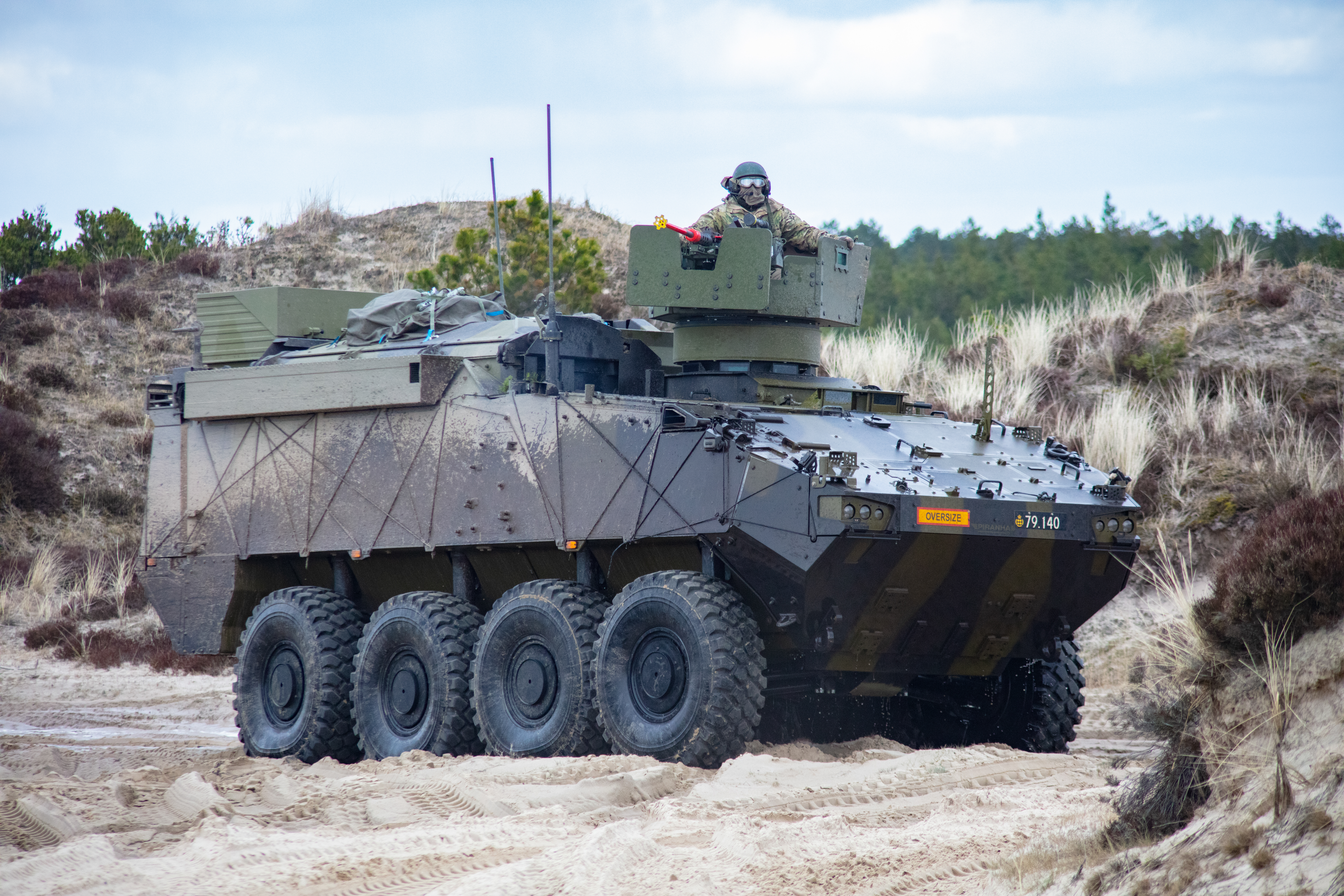
La versione Piranha V.

Il veicolo ha capacità anfibie piuttosto buone, con una velocità in acqua di circa 10 km/h. La dotazioni standard prevede 2 eliche che consentono l'attraversamento dei corsi d'acqua, mentre fra le dotazioni opzionali vi sono apparati di visione notturna,  condizionatori d'aria, e protezione NBC.

## Sviluppi commerciali
Il mezzo è stato prodotto anzitutto per l'esercito canadese dal 1976, con 492 veicoli designati LAV I, e ripartiti in tre versioni principali: il mezzo da recupero Husky, dotato di una gru montata sul tetto, l'APC base chiamato Grizzly, con 2 mitragliatrici, una da 12,7 mm e l'altra da 7,62 mm (3 uomini di equipaggio e 6 soldati), e il Cougar, con la torretta del carro leggero Alvis Scorpion, armata con cannone da 76 mm e 3 uomini di equipaggio. Seguirono poi 402 LAV II simili al Piranha II, chiamati Bison e Coyote, e infine 651 LAV III derivati dal Piranha III, ed entrati in servizio nel 1999. Le ultime versione dei mezzi canadesi sono ancora in servizio, e hanno ricevuto degli aggiornamenti considerevoli per incrementarne le capacità. Dal 2016 è entrato in servizio il LAV 6 che è destinato a prendere il posto dei precedenti mezzi blindati. I veicoli Husky, Grizzly e Cougar furono classificati inizialmente come AVGP (Armored Vehicle General Purpose), eppoi come LAV (Light Armored Vehicle). Quest'ultima definizione è stata usata anche per altre versioni, divenendo piuttosto diffusa.

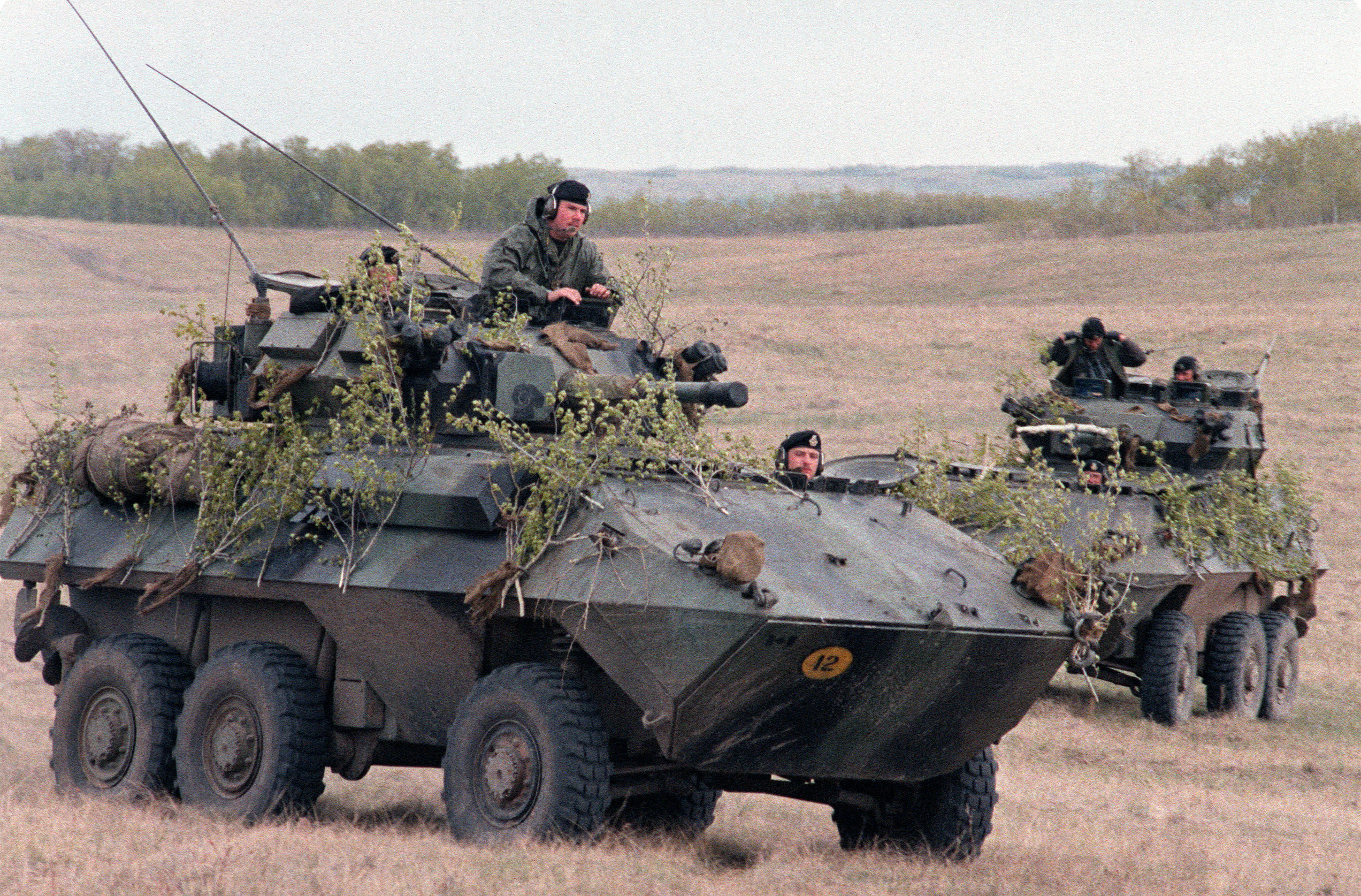
La versione AVGP Cougar.

Altro cliente importante è stato il Cile, dove è prodotto su licenza dalla Carlos Cardoen e dalla FAMAE fin dai primi anni '80, con una versione dotata di autonomia aumentata rispetto all'originale. Tutti i Piranha cileni sono APC, ma qualcuno è armato con la torretta da 90mm dell'EE-9 Cascavel brasiliano. Altre varianti sono armate con missili anticarro o cannoni Oerlikon Contraves GAD-AOA per uso antiaereo.

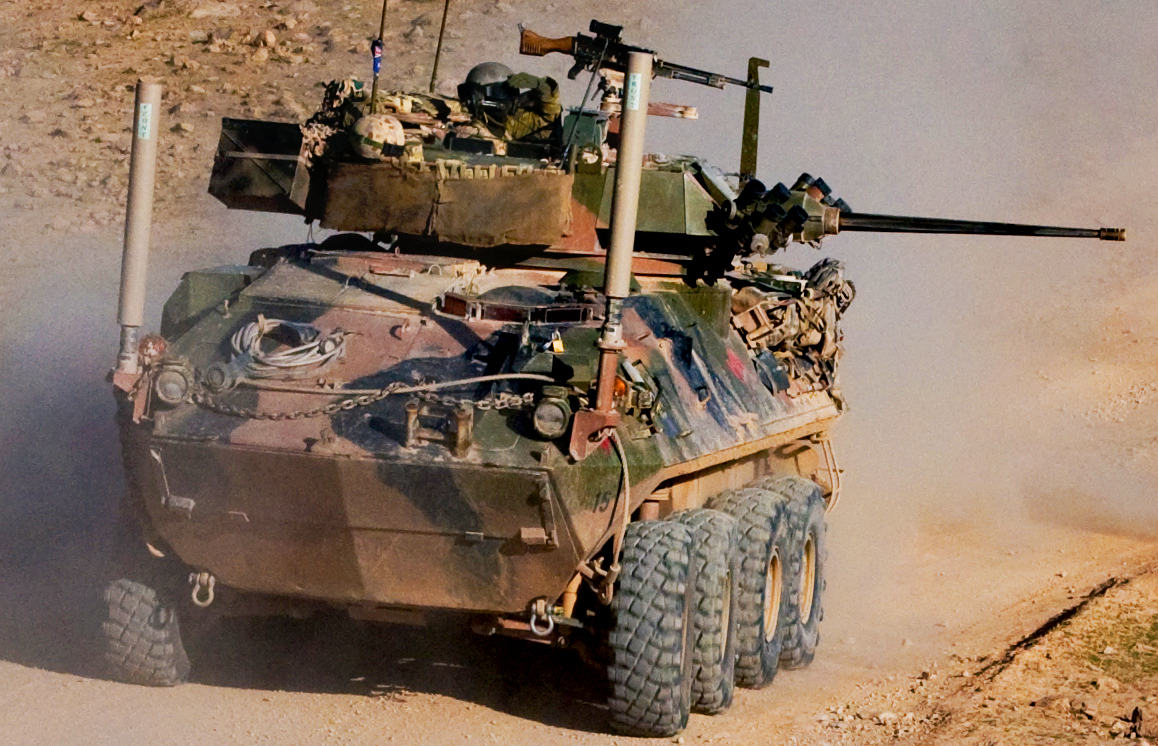
Un ASLAV australiano in azione in Afghanistan.

Altri paesi che hanno ricevuto il Piranha sono stati Regno Unito, Australia, Svezia, Svizzera,  Irlanda, Belgio, Danimarca, Arabia Saudita, Nigeria e Sierra Leone. In Australia il Piranha è stato chiamato ASLAV (Australian Light Armored Vehicle).

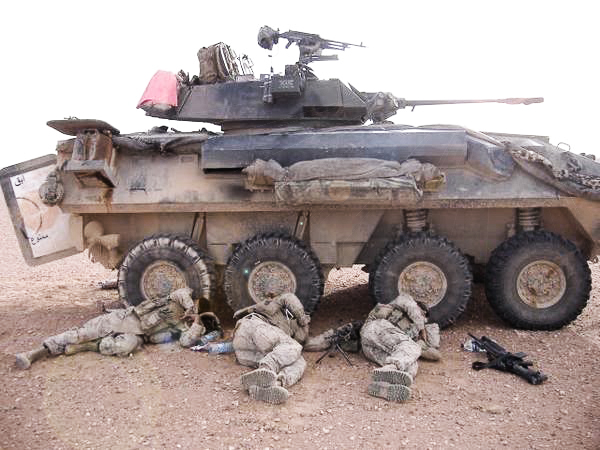
Un veicolo LAV-25.

Ma soprattutto, il maggior cliente si è dimostrato il corpo dei Marines degli USA, che lo ha adottato con la designazione LAV-25, utilizzandolo praticamente come fosse una versione leggera dell'IFV M2 Bradley.

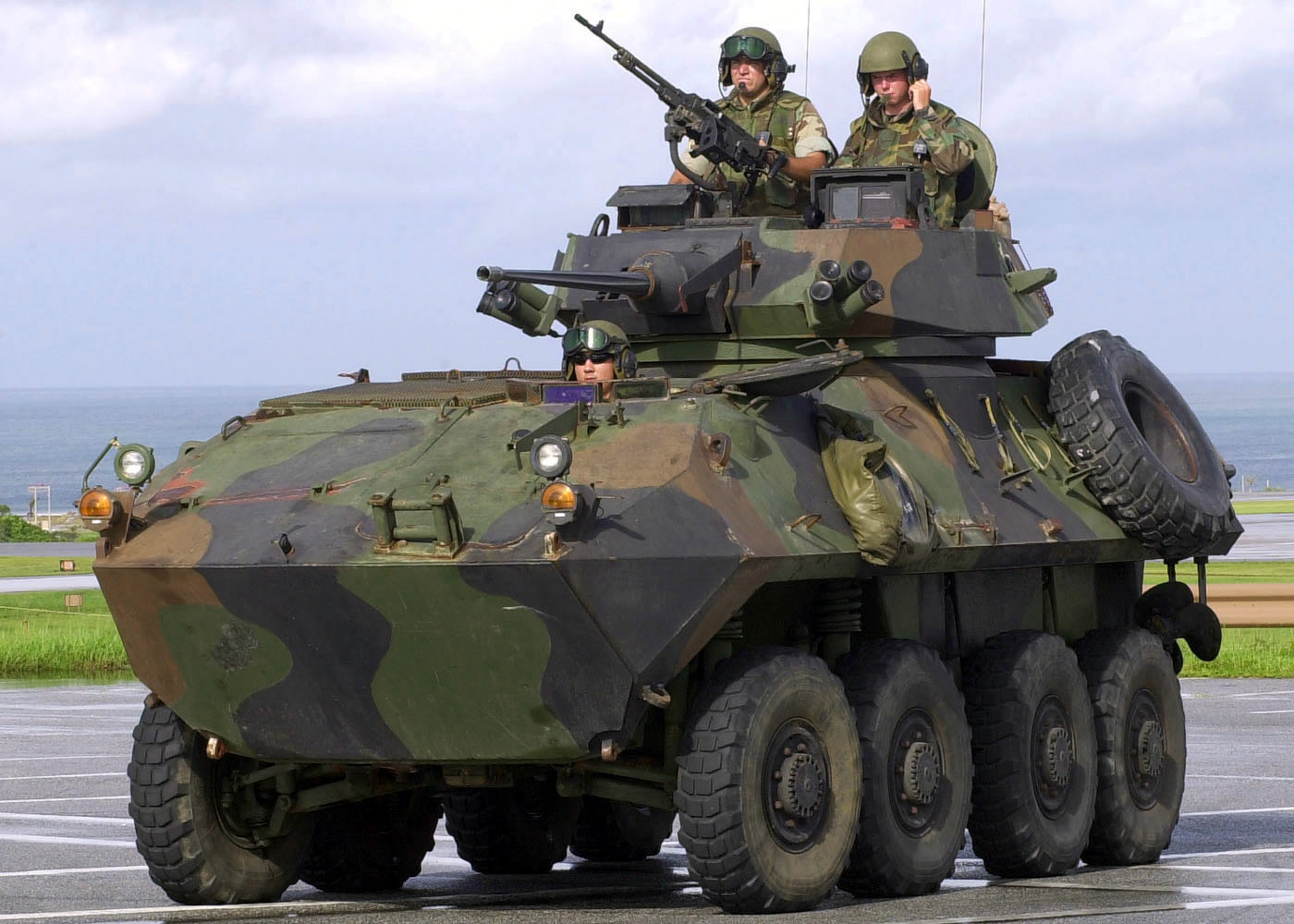
La versione LAV-25 è stata adottata dall'U.S. Marine Corps.

Il Piranha è di certo il mezzo della categoria occidentale che ha avuto maggiore successo in quanto esso ha una struttura modulare e adattabile a qualunque cliente; esso non ha una forma e struttura definita, ma adattabile con il numero e i tipi di ruote, motori, sensori, ruoli a piacimento, nei limiti di un veicolo da circa 10-13 tonnellate. Il rapporto potenza-peso delle versioni con motori da circa 300 hp è straordinariamente elevato per un veicolo corazzato.

## Paesi utilizzatori

### Piranha I

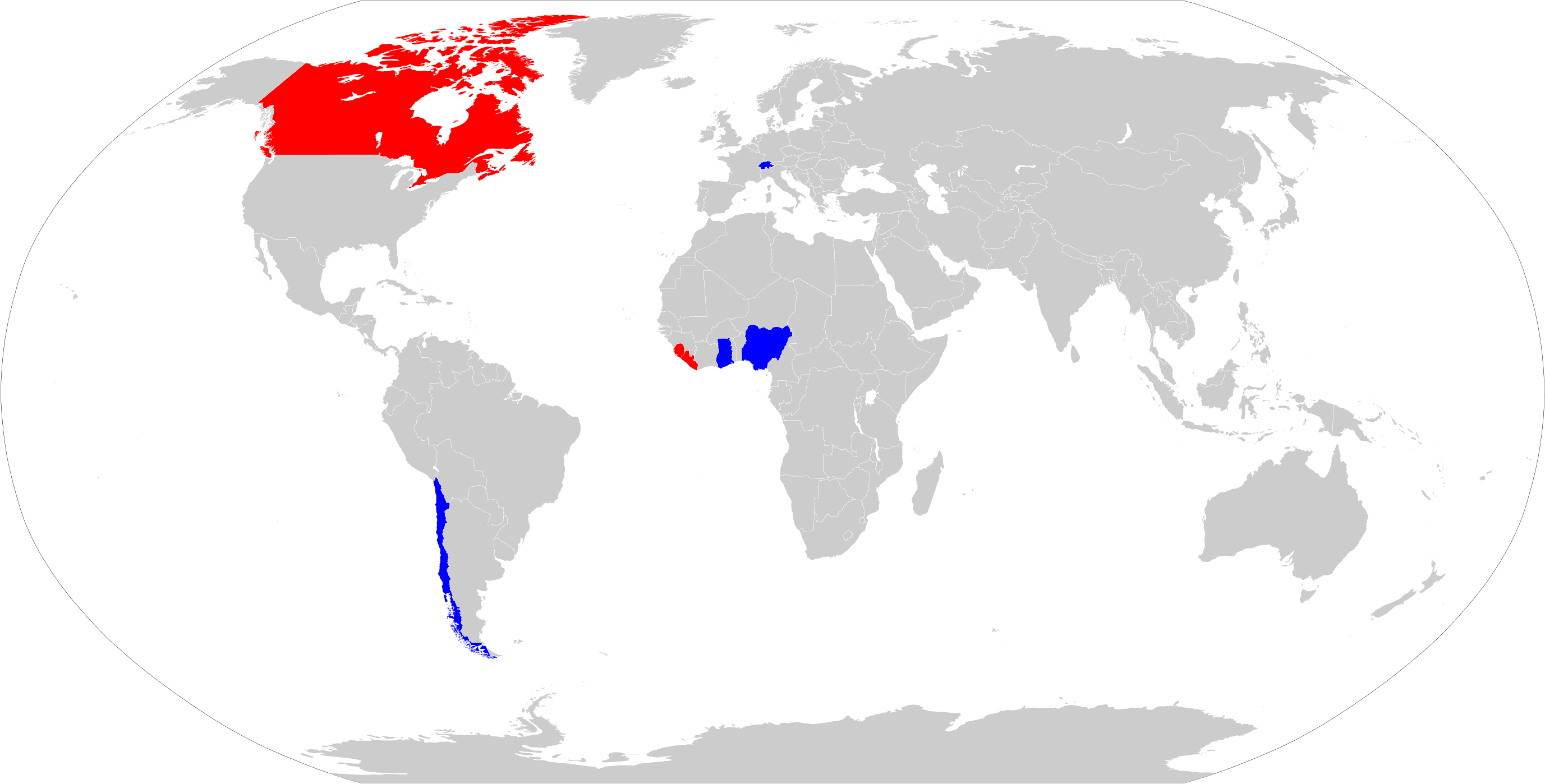
Mappa utilizzatori Pirahna I in blu e passati in rosso

- Australian Army – 257 ASLAV[1]
- Esercito cileno – 240 Piraña I 6×6 e 125 Piraña I 8×8.
- Ghana Army – 63 Piranha I 4×4, 6×6 e 8×8.[2]
- Nigerian Army – tra 60 e 140.[3]
- Esercito svizzero – 310 Piranha TOW, 40 tipo ambulanza (Armament Program 2005, consegnati dal 2006-2007)[4] e 160 convertiti in command vhc con M153 Protector (Armament Program 2006, delivered in 2008-2010)[5]
- U.S. Marine Corps - 778 LAV 25

### Piranha II

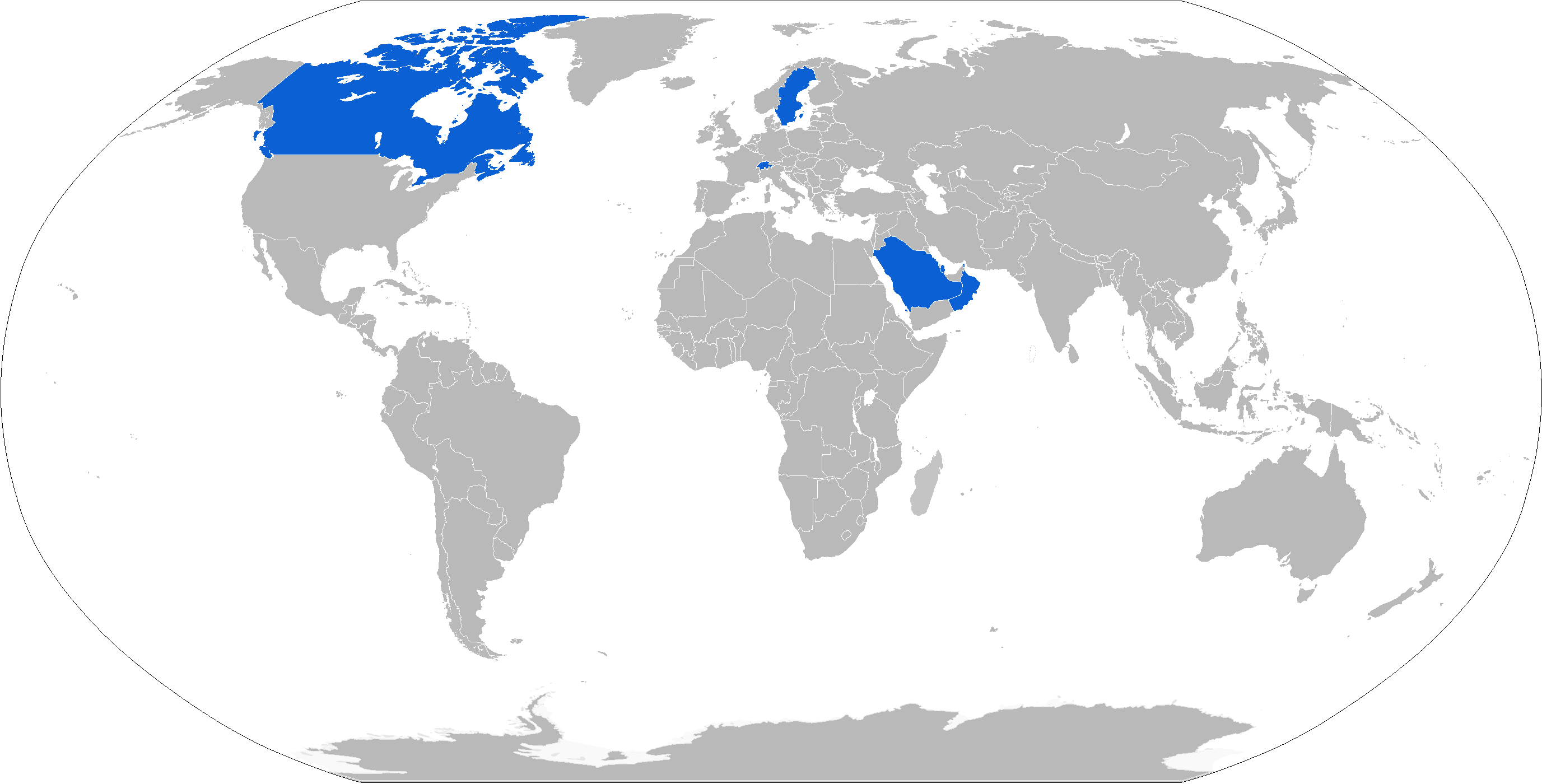
Mappa utilizzatori Pirahna II in blu

- Canadian Army – 199 Bison[6] e Coyote veicoli AFV sinili al Piranha II.
- Royal Army of Oman – 174 Piranha II in 7 versioni.[7]
- Forze armate qatariote – 40 Piranha II 8x8 costruiti su licenza dalla Alvis PLC. (36 CCTS-90 tank hunter con il belga Cockerill 90 mm[8] e 4 ARVs-recovery).[3]
- Guardia nazionale dell'Arabia Saudita – 1,117 LAV/Piranha II in 10 versioni; altri 132 ordinati.[7]
- Esercito svedese – 44 Piranha II 10×10 incluso 27 Armoured Sensor Vehicle e 17 Armoured Command Vehicle (7.62 mm machine gun) e 10 Piranha II 8×8 Armoured Escort Vehicle ordinati nel 1997
- Esercito svizzero – oltre 500 Piranha IIC (APC93 8×8), incluso Command version (Kdo Pz 93+)

### Piranha III

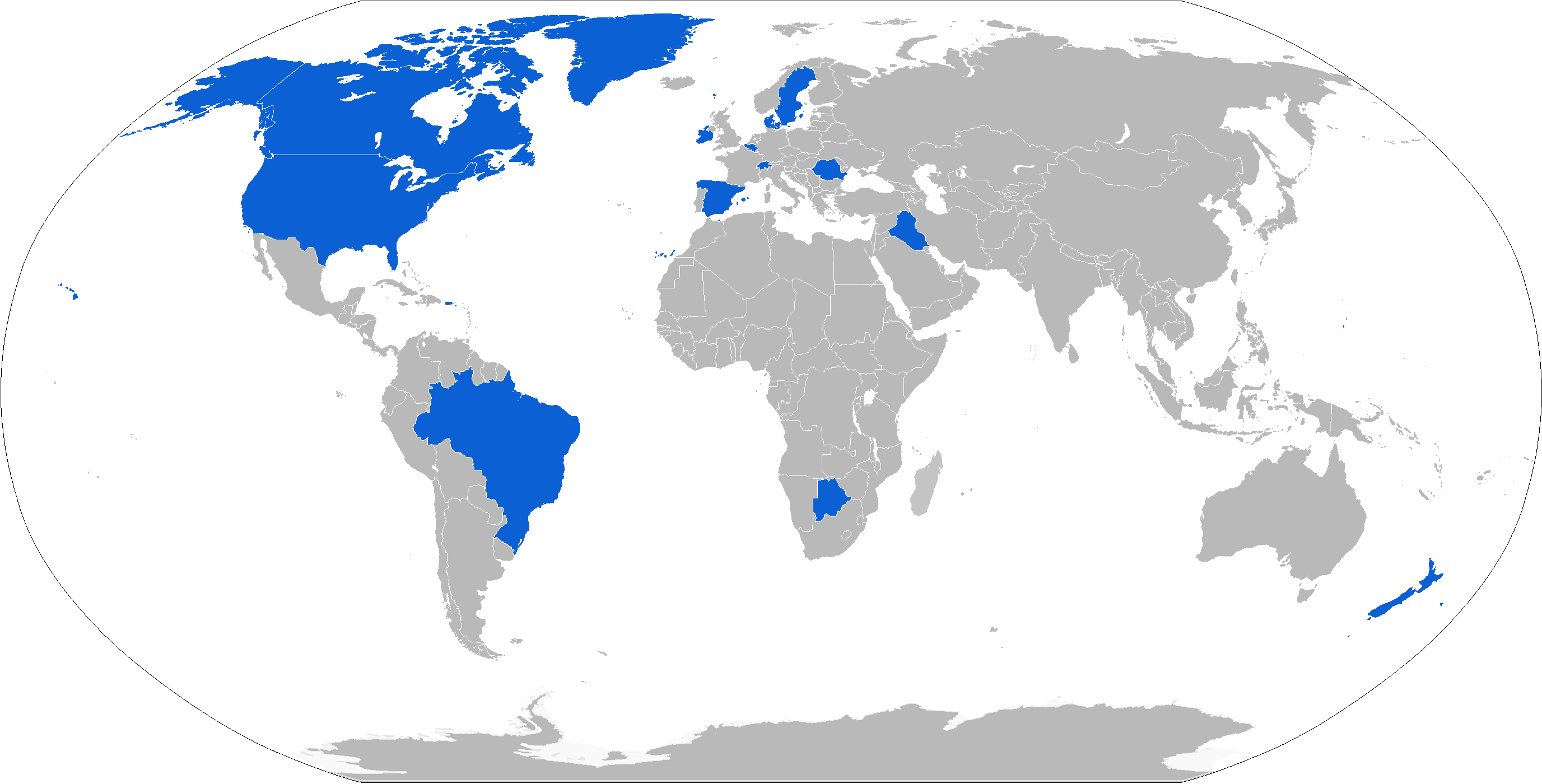
Mappa utilizzatori Pirahna III in blu

- Esercito belga – 242 Piranha IIIC 8×8 in 7 versioni ordinati.[9]
- Botswana Defence Force – 45 Piranha IIIC.[7]
- Corpo de Fuzileiros Navais – 30 Piranha IIIC in 3 versioni.[10]
- Canadian Army – 651 LAV III.[6]
- New Zealand Army – 105 LAV III.[6]
- Esercito danese – 18 Piranha IIIH, e 115 Piranha IIIC; con Lemur 12.7mm OHW.[7]
- Esercito iracheno – 400 Stryker[11]
- Esercito irlandese – 80 Piranha IIIH in 6 versioni.[7]
- Forțele Terestre ale Republicii Moldova - 19 Piranha IIIH
- Forțele Terestre Române – 33 Piranha IIIC.[12]
- Infantería de Marina – 39 Piranha IIIC in 3 versions.[7]
- Esercito svedese – 33 Piranha IIIC.[7]
- Esercito svizzero – ? Piranha IIIC, 56 Radio Access Point vhc[13] e 12 NBC detection vehicles (vhc expl ABC / ABC Aufkl Fz).[14]
- U.S. Army - 4.466 Stryker

### Piranha IV
- Esercito svizzero - ? Piranha IV[15]

### Piranha V

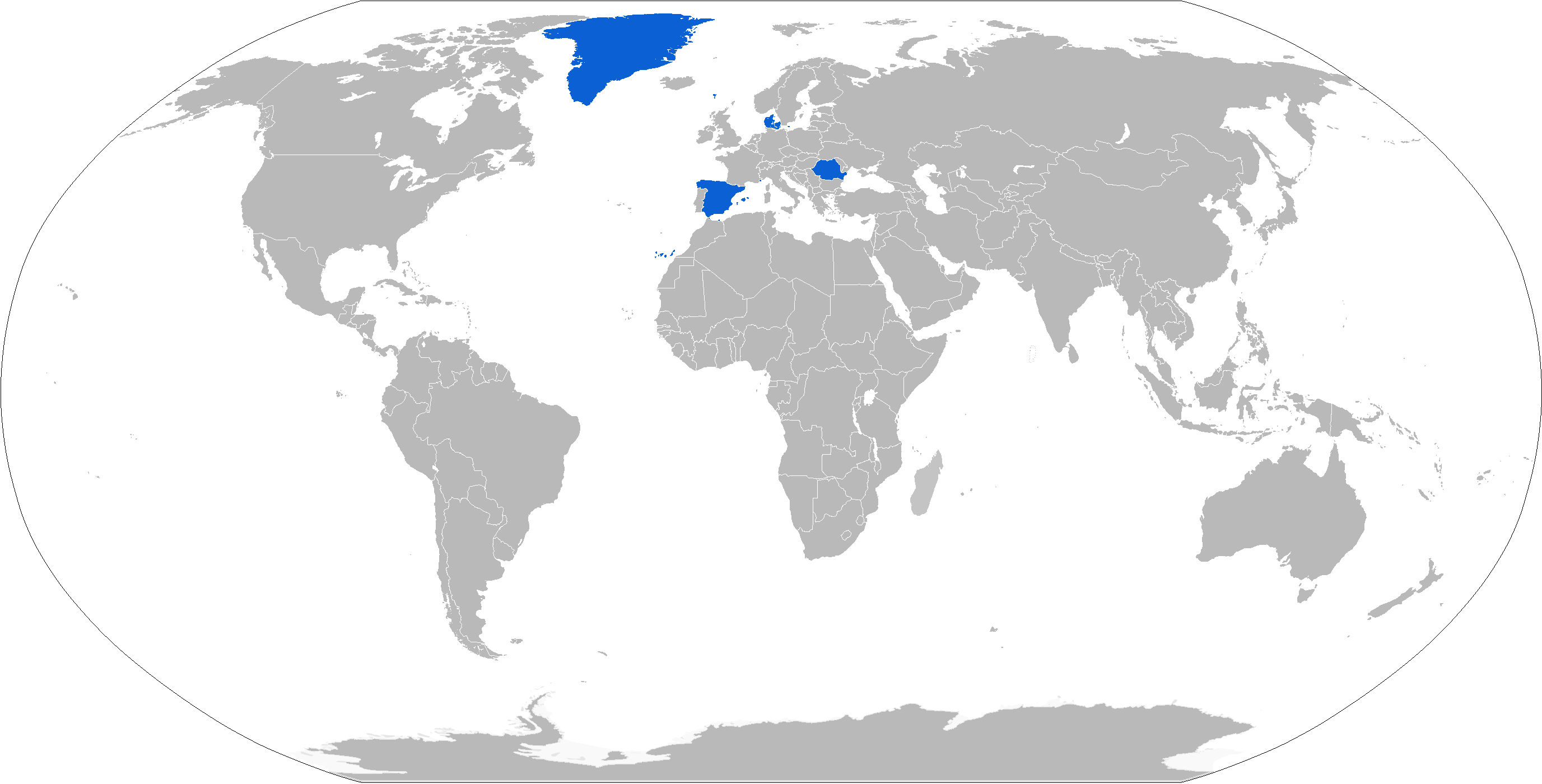
Mappa con utilizzatori Piranha V in blu

- Esercito danese - acquisto di 309 esemplari, prima consegna maggio 2017, ultima 2023.[16][17]
- Monégasque Carabiniers – 2 Piranha V.[18]
- Forțele Terestre Române – 227 ordinati, prodotti localmente.[19]
- Esercito spagnolo – 5 acquistati nel 2015 per il programma VBMR.